# Complexe sportif Hérémakono
Le Complexe sportif Hérémakono est un stade de football basé à Bamako.
D'une capacité de 5 000 places, cette enceinte accueille les matchs du Djoliba AC.